# McLendon-Chisholm, Texas
McLendon-Chisholm là một thành phố thuộc quận Rockwall, tiểu bang Texas, Hoa Kỳ. Năm 2010, dân số của xã này là 1373 người.

## Dân số
- Dân số năm 2000: 914 người.
- Dân số năm 2010: 1373 người.